# Wang Shizhen
Wang Shizhen (ur. 1861, zm. 1930) – chiński polityk, w latach 1917–1918 tymczasowy premier rządu Republiki Chińskiej.

## Życiorys
Urodził się w 1861 roku.
Sprawował tymczasowo urząd premiera Republiki Chińskiej od 30 listopada 1917, kiedy to zastąpił na stanowisku Duana Qirui, przez cztery miesiące do 23 marca 1918. Jego następcą został ponownie Duan Qirui.
Zmarł w 1930 roku.